# مسعر (فيزياء الجسيمات)

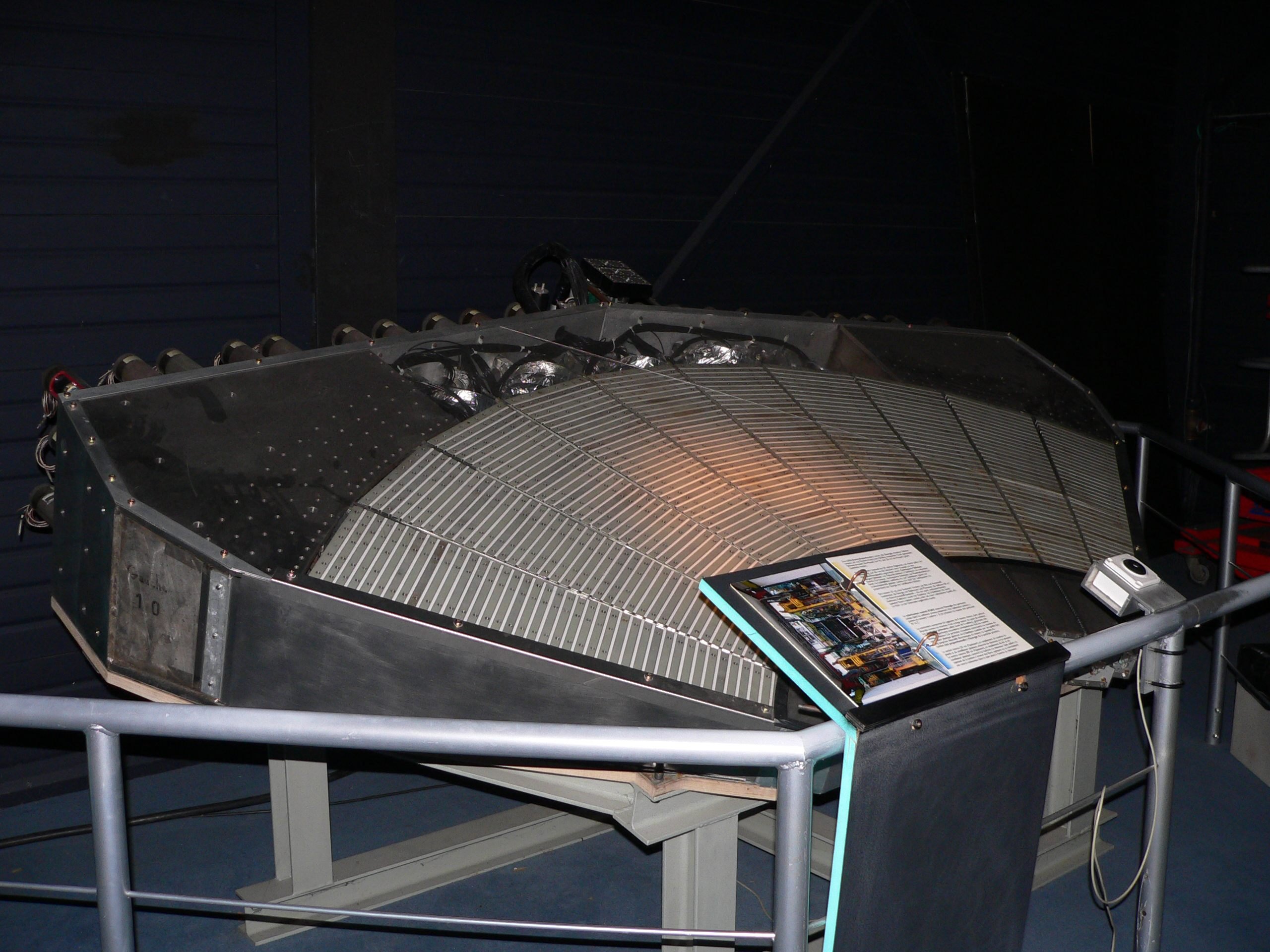
جهاز مسعر لقياس طاقة الجسيمات في المسرع الأكبر للبروتونات في مختبر سيرن.

المسعر  في فيزياء الجسيمات هو جهاز يقيس طاقة الجسيمات دون الذرية؛ وهو مكون مهم من كواشف الجسيمات.
عند دخول الجسيم دون الذري المحمل بالطاقة إلى المسعر فإن اصطدامه بالجسيمات الأخرى يؤدي إلى حدوث «شلال» من الجسيمات الأخرى التي تتهيج وتثار طاقياً من الاصطدام، ويؤدي جمع تلك البيانات الطاقية وتحليلها إلى معرفة قيمة الطاقة الأولية. يمكن أن تجرى عملية التحليل بشكل كلي، وذلك يتطلب احتواء كامل لشلال الجسيمات؛ أو أن تؤخذ عينات مجتزئة. عادةً ما تصنف أجهزة المسعر وفق نمط القوة الأساسية السائدة.